# Concistori di papa Pio VIII

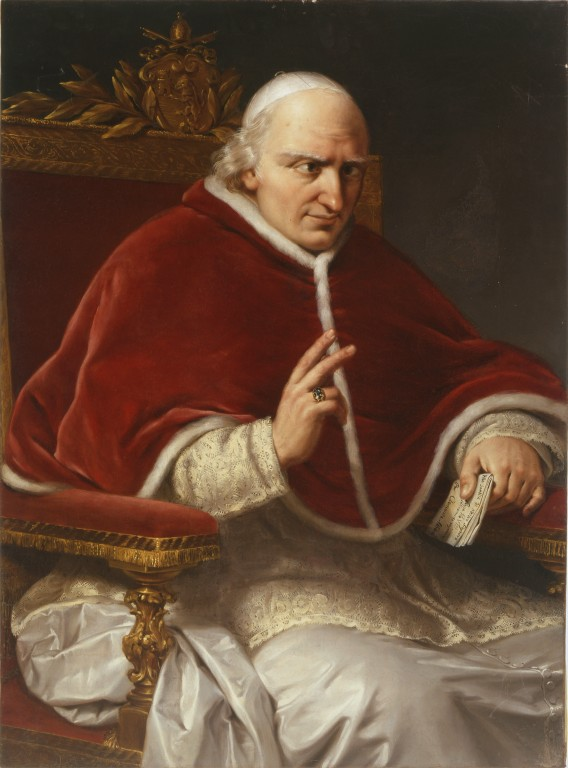
Papa Pio VIII

Questa voce raccoglie l'elenco completo dei concistori per la creazione di nuovi cardinali presieduti da papa Pio VIII, con l'indicazione di tutti i cardinali creati (6 nuovi cardinali in 3 concistori). I nomi sono posti in ordine di creazione.

## 27 luglio 1829 (I)
Nel suo primo concistoro, papa Pio VIII creò due nuovi cardinali:
- Cesare Nembrini Pironi Gonzaga, vescovo di Ancona e Numana; creato cardinale presbitero di Sant'Anastasia (titolo ricevuto il 28 settembre dello stesso anno); deceduto il 5 dicembre 1837;
- Remigio Crescini, O.S.B. Cas., vescovo di Parma; creato cardinale presbitero di San Giovanni a Porta Latina (titolo ricevuto il 5 luglio 1830); deceduto il 20 luglio 1830.

## 15 marzo 1830 (II)
Nel suo secondo concistoro, papa Pio VIII pubblicò i nomi di tre nuovi cardinali:
- Thomas Weld, vescovo coadiutore emerito di Kingston; creato cardinale presbitero di San Marcello (titolo ricevuto il 5 luglio 1830); deceduto il 10 aprile 1837;
- Raffaele Mazzio, assessore del Sant'Uffizio; creato cardinale presbitero di Santa Maria in Trastevere (titolo ricevuto il 5 luglio 1830); deceduto il 4 febbraio 1832;
- Domenico De Simone, maestro di camera della Corte Pontificia; creato cardinale diacono di Sant'Angelo in Pescheria (titolo ricevuto il 5 luglio 1830); deceduto il 9 novembre 1837.

In questo concistoro furono creati altri otto cardinali, riservati "in pectore", i cui nomi non vennero mai pubblicati.

## 5 luglio 1830 (III)
Nel suo terzo e ultimo concistoro, papa Pio VIII creò un nuovo cardinale:
- Louis-François-Auguste de Rohan-Chabot, arcivescovo di Besançon; creato cardinale presbitero della Santissima Trinità al Monte Pincio (titolo ricevuto il 28 febbraio 1831); deceduto l'8 febbraio 1833.

## Fonti
- (EN)  catholic-hierarchy